# Nemocnice Letovice
Nemocnice Letovice je zdravotnické zařízení v Letovicích v okrese Blansko. Sídlí v ulici Pod klášterem v objektu bývalého kláštera milosrdných bratří a disponuje 120 lůžky. Nemocnice, coby léčebna dlouhodobě nemocných, funguje jako příspěvková organizace Jihomoravského kraje.

## Historie
Milosrdní bratři přišli do Letovic v roce 1751 na pozvání majitele místního panství Jindřicha Kajetána z Blümegenu. Stavba komplexu byla toho roku započata zahájením realizace kostela svatého Václava, v dalších letech následoval klášter a nakonec nemocniční křídlo, které bylo otevřeno v roce 1784. Péče o pacienty byla zajištěna právě milosrdnými bratry. K jejímu rozšíření, vybudování druhého patra, došlo v letech 1928–1932. V roce 1949 byl celý areál zestátněn, po roce 1968 získal řád zpět kostel. Ze zdejší nemocnice a kláštera byla vytvořena léčebna dlouhodobě nemocných. V 90. letech se komplex vrátil zpět do majetku řádu. V roce 2003 se stal zřizovatelem tehdejší Nemocnice Milosrdných bratří Letovice Jihomoravský kraj. Milosrdní bratři, kteří zde žili a pracovali i v době komunistického režimu, zde působili do roku 2017. Majitelem areálu (vyjma kostela) se stal Jihomoravský kraj a zařízení, v němž nadále funguje léčebna dlouhodobě nemocných, změnilo název na Nemocnici Letovice.